# Nehalem Bay
Die Nehalem Bay ist eine durch die Mündung des Nehalem River in den Pazifik gebildete Bucht im Nordwesten des US-Bundesstaats Oregon. Der an der Bucht gelegene Ort Nehalem Bay (250 Einwohner) liegt an der Küsten-Highway 101 zwischen Garibaldi im Süden und Cannon Beach im Norden. 
Er ist durch eine Reihe von Souvenirläden geprägt, die von den Besuchern des nahen Naturparks frequentiert werden. An die Bucht grenzt der Nehalem Bay State Park, der unter anderem Elche, Kojoten und eine Reihe von Vogelarten beheimatet.
Die Nehalem Bay verfügt über einen beliebten Sandstrand.